# ルテル伯
ルテル伯（フランス語：Comte de Rethel）は、フランスのルテルを支配した貴族。ルテル伯領は当初は独立した伯爵により支配されていたが、後にヌヴェール伯、フランドル伯そして最終的にブルゴーニュ公により支配された。1405年、伯領はPairie de Franceとなり、1581年に公領に陞爵した。1663年、ルテル公領はマザラン公領となった。
ルテル伯家は十字軍の時代に活躍した。エルサレム王ボードゥアン2世はルテル伯ジェルヴェおよびルテル女伯マティルドの兄弟であり、姉妹のベアトリスはキリキア・アルメニア王国レヴォン1世と結婚した。

## 歴代ルテル伯

### 第1ルテル家
- マナセ1世
- マナセ2世（? - 1032年）
- マナセ3世（1032年 - 1056年）
- ユーグ1世（1056年 - 1118年）
- ジェルヴェ（1118年 - 1124年） - ユーグ1世の子、エルサレム王ボードゥアン2世兄
- マティルド（1124年 - 1151年） - ユーグ1世の娘

### 第2ルテル家

ルテル伯の紋章

- ウード・ド・ヴィトリ（1124年 - 1158年） - 女伯マティルドと結婚
- イティエ（1158年 - 1171年）
- マナセ4世（1171年 - 1199年）
- ユーグ2世（1199年 - 1227年）
- ユーグ3世（1227年 - 1242年）
- ジャン1世（1242年 - 1251年）
- ゴーティエ（1251年 - 1262年）
- マナセ5世（1262年 - 1272年）
- ユーグ4世（1272年 - 1285年）
- ジャンヌ（1285年 - 1328年）

### ダンピエール家
- ルイ1世（1285年 - 1322年） - ヌヴェール伯、女伯ジャンヌと結婚
- ルイ2世（1322年 - 1346年） - フランドル伯（1世）、ヌヴェール伯、アルトワ女伯マルグリット1世と結婚
- ルイ3世（1346年 - 1384年） - フランドル伯（2世）、ヌヴェール伯、アルトワ伯
- マルグリット（1384年 - 1402年） - フランドル女伯（3世）、ヌヴェール女伯、アルトワ女伯、およびブルゴーニュ公妃

### ヴァロワ＝ブルゴーニュ家

ブルゴーニュ家ヌヴェール・ルテル伯の紋章

- フィリップ1世（1384年 - 1402年） - ブルゴーニュ公（2世）、女伯マルグリットと結婚
- アントワーヌ（1402年 - 1407年） - ブラバント公
- フィリップ2世（1407年 - 1415年） - ヌヴェール伯
- シャルル1世（1415年 - 1464年） - ヌヴェール伯
- ジャン2世（1464年 - 1491年） - ヌヴェール伯およびウー伯
- シャルロット（1491年 - 1500年）

### アルブレ家

アルブレ家ルテル伯の紋章

- ジャン・ダルブレ（1491年 - 1500年） - オルヴァル領主、女伯シャルロットと結婚
- マリー・ダルブレ（1500年 - 1549年）

### クレーフェ家
- シャルル2世（1500年 - 1521年） - ヌヴェール伯、女伯マリー・ダルブレと結婚
- フランソワ1世（1549年 - 1561年） - ヌヴェール伯（1539年以降ヌヴェール公）
- フランソワ2世（1561年 - 1562年） - ヌヴェール公
- ジャック（1561年 - 1564年） - ヌヴェール公
- アンリエット（1564年 - 1601年） - ヌヴェール女公

### ゴンザーガ家
- ルイ4世（1566年 - 1595年） - 女公アンリエットと結婚
- シャルル3世（1595年 - 1637年） - ヌヴェール公、マントヴァ公、モンフェッラート公、マイエンヌ公
- シャルル4世（1637年 - 1659年） - ヌヴェール公、マントヴァ公、モンフェッラート公、マイエンヌ公

### マザラン家
- ジュール・マザラン（1659年 - 1661年） - 枢機卿、シャルル4世よりルテルを購入
- オルタンス・マンチーニ（1661年 - 1699年） - マザランの姪、マザラン女公、マイエンヌ女公、メイユレイユ女公
- ポール＝ジュール・ド・ラ・ポルト（1699年 - 1731年） - メイユレイユ公
- ポール・ド・ラ・ポルト（1731年 - 1738年） - メイユレイユ公
- ルイーズ・ジャンヌ・ド・デュルフォール（1738年 - 1781年） - マイエンヌ女公、メイユレイユ女公
- ルイーズ・ドーモン（1781年 - 1789年） - マイエンヌ女公、メイユレイユ女公

現在、この称号はルイーズ・ドーモンの子孫であるモナコ公家が継承権を主張している。